# Johann Gutmann
Johann Gutmann (* 16. März 1948 in Stockerau; † 18. Juni 2011 in Bobbio) war ein österreichischer Ingenieur und Pilot.

## Leben
Der gelernte Tischlermeister Johann Gutmann war seit 1978 als Segelfluglehrer beim ESV-Amstetten Flugsport aktiv. 1983 erhielt er den Berufspilotenschein mit Instrumentenflugberechtigung. 1994 und 2008 errang er den Weltmeistertitel im Präzisionsflug bei der Teildisziplin „Ziellanden“. Er war mehrmals Staatsmeister und nahm an Europa- und Weltmeisterschaften teil. 1997 belegten er und sein Kollege Landerl mit dem österreichischen Nationalteam bei der Weltmeisterschaft in der Türkei den dritten Rang in der Mannschaftswertung.
1989 begann er ein eigenes Flugzeug zu bauen, eine Glasair II-SRG. Sieben Jahre später trat er darin einen Alleinflug um die Welt an. Der Flug begann in Wels und dauerte 167 Stunden. Diese Erfahrung verarbeitete Gutmann später in seinem Buch Mein Flug um die Welt – Tagebuch eines Alleinfluges um die Welt im selbstgebauten Flugzeug.
2010 wurde Gutmann Präsident der Motorflugkommission (GAC) der FAI und des Niederösterreichischen Landesverbandes des Österreichischen Aero Clubs.
Aus bisher ungeklärter Ursache stürzte Gutmanns Flugzeug vom Typ Cessna 172 am 18. Juni 2011 in Bobbio ab. Beim Absturz starb noch eine weitere Person. Ein zunächst schwer verletzter Mitflieger starb aufgrund schwerer Brandwunden und Frakturen später im Krankenhaus.
Gutmann hinterließ eine Ehefrau und eine Tochter.

## Auszeichnungen
- 1997: 3. Platz  World Air Games in der Türkei (15.–21. September)
- 1999: 3. Platz  Präzisionsflug-Motorflug-Staatsmeisterschaft am Spitzerberg und Kirchdorf am Inn[13]